# Anthomyia ochripes
Anthomyia ochripes är en tvåvingeart som beskrevs av Thomson 1869. Anthomyia ochripes ingår i släktet Anthomyia och familjen blomsterflugor. Inga underarter finns listade i Catalogue of Life.